# Lisovaný vzor pletenin
Lisovaný vzor (angl.: tuck stotch pattern, něm.: Pressmuster) je plastický útvar na povrchu 
pleteniny, který se tvoří v jednolícní vazbě tak, že se na určitých jehlách a v určitých řádcích vynechává lisování. Namísto normálních oček vznikají na těchto místech pouze chytové kličky.
Na strojích s háčkovými jehlami se dá zhotovit pletenina jen pod tou podmínkou, že se (v určité fázi pletení) přitlačí háčky do drážek jehel tak, aby hotová očka mohla sklouznout přes hlavice jehel.
Tlak na jehly způsobuje na osnovních a plochých zátažných strojích lisovací lišty, na okrouhlých strojích lisovací kolečko, na kotonech lisovací platiny.

## Techniky lisování a pletení lisované vazby

### Lisovací lišty
se používají na  osnovních stávcích. Lišty zde dosahují svou hranou po celé pracovní šířce všechny jehly naráz. Na lištách pro vzorování jsou podle druhu vazby pleteniny určité části hrany vyříznuty, takže na těchto úsecích se při stisku lišty jehly nezavírají tzn nepletou. Vazba se tvoří tak, že při každém novém řádku 
- se může posunout vzorovací lišta, takže jiné jehly jsou vyřazeny z činnosti, nebo 
- vzorovací lišta je vystřídána lištou s plnou hranou a všechny jehly jsou v činnosti 
Na osnovních stávcích s kombinací  trubičkových a dlouhých háčkových jehel ovládaných lisovací lištou se dají vyrábět také  froté pleteniny, jednostranné i oboustranné.

### Lisovací kolečka
jsou známá z  okrouhlých zátažných stávků. Lisovací kolečko se zde odvaluje po háčcích jehel, které v určité fázi pletení zatlačuje. V závislosti na druhu vazby má kolečko na obvodu různě hluboké zářezy, proti kterým zůstávají jehly otevřené a namísto oček se na nich tvoří chytové kličky

### Lisovací platiny
Na  kotonových stávcích je k lisování instalována pro každou jehlu jedna platina. Platiny jsou umístěny v lůžku, ke kterému se jehly přibližují (všechny naráz) horizontálním pohybem. Platiny slouží jen k lisování, vzorování provádí jinými prostředky (krycí hřebeny, speciální vodiče niti aj) 

## Použití
Na strojích vybavených vzorovacím lisováním se dají zhotovit jednobarevné i pestrobarevné vzory pletenin, např. mušlový, nopový, chytový, ananasový apod. Většinou se zpracovávají staplové a tvarované filamentové příze s použitím pletenin na halenky, šaty, dětské oděvy a šály. 